# Lotus Emira
Lotus Emira (Type 131) — спорткар, выпускающийся с 2022 года компанией Lotus Cars в Великобритании. Является последним автомобилем Lotus с ДВС.

## Описание
Lotus Emira был разработан 6 июля 2021 года в Норфолке, затем 8 июля 2021 года автомобиль был представлен на Фестивале скорости в Гудвуде. Он пришёл на смену Evora, Exige и Elise. Дизайн Emira имеет несколько сходств с дизайном Evija.
Продажи Lotus Emira начались в марте 2022 года с бензиновым турбодвигателем Toyota GR V6. Мощность двигателя составляет 299 кВт (400 л. с.), а крутящий момент — 430 Н⋅м. Двигатель сочетается в паре с шестиступенчатой механической или автоматической трансмиссией. Позже на Emira начал устанавливаться меньший по размеру 2,0-литровый двигатель с турбонаддувом производства Mercedes-AMG I4 мощностью 268 кВт (360 л. с.) в паре с восьмиступенчатой трансмиссией с двумя сцеплениями.
20 сентября 2021 года были объявлены цены на Lotus Emira в Великобритании: 59995 фунтов стерлингов для I4 и 75995 фунтов стерлингов, включая налог на добавленную стоимость в размере 20% для V6 First Edition. В США ценовой диапазон варьируется от 74900 (I4) до 93900 фунтов стерлингов (V6 First Edition). Продажи V6 First Edition начались весной 2022 года, а продажи I4 — осенью того же года.
В 2022 году Lotus Emira был представлен в Малайзии в комплектации First Edition. Он оснащён 3,5-литровым двигателем V6 с турбонаддувом.
Глобальные проблемы с цепочками поставок после пандемии привели к тому, что завод не смог выйти на полную производственную мощность в течение 2022 года. Первые варианты V6 с механической коробкой передач в ЕС и Великобритании (в том числе некоторые демонстрационные автомобили V6 от дилера в Великобритании) были доставлены клиентам в 4 квартале 2022 года. Планы на 2023 год включают первые автоматические поставки V6 в ЕС и Великобританию в 1 квартале, а поставки V6 в США — в 4 квартале. Производство варианта i4 для Великобритании теперь началось в третьем квартале 2023 года.

## GT4
О производстве Lotus Emira GT4 было объявлено в 2022 году. Впервые автомобиль был представлен осенью 2023 года.